# Miroslav Dvořák (sciatore)
Miroslav Dvořák (Liberec, 3 marzo 1987) è un combinatista nordico ceco.

## Biografia
In Coppa del Mondo ha esordito il 12 marzo 2006 a Oslo (24°) e ha ottenuto il primo podio il 10 febbraio 2013 ad Almaty.
In carriera ha partecipato a tre edizioni dei Giochi olimpici invernali, Vancouver 2010 (39° nel trampolino normale, 28° nel trampolino lungo, 8° nella gara a squadre), Soči 2014 (29º nel trampolino normale, 11º nel trampolino lungo, 7º nella gara a squadre) e Pyeongchang 2018 (21º nel trampolino normale, 26º nel trampolino lungo, 7º nella gara a squadre), e a sette dei Campionati mondiali (6° nella gara a squadre a Liberec 2009 il miglior risultato).

## Palmarès

### Mondiali juniores
- 3 medaglie:
  - 3 bronzi (gara a squadre a Rovaniemi 2005; individuale, sprint a Kranj 2006)

### Coppa del Mondo
- Miglior piazzamento in classifica generale: 12º nel 2013
- 5 podi (4 individuali, 1 a squadre):
  - 1 secondo posto (a squadre)
  - 4 terzi posti (individuali)